# Аліквотний дріб
Аліквотний дріб або частка одиниці — звичайний дріб, в чисельнику якого стоїть одиниця. В маркшейдерській справі, геодезії часто застосовується для характеристики відносної похибки або результату: 1/100, 1/200, 1/500 тощо.